# Maxwell Tylden Masters
Maxwell Tylden Masters (1833–1907) was een Britse arts en botanicus. Hij studeerde aan King's College London en behaalde in 1862 een Ph.D. aan de medische faculteit van de University of St Andrews in Schotland.

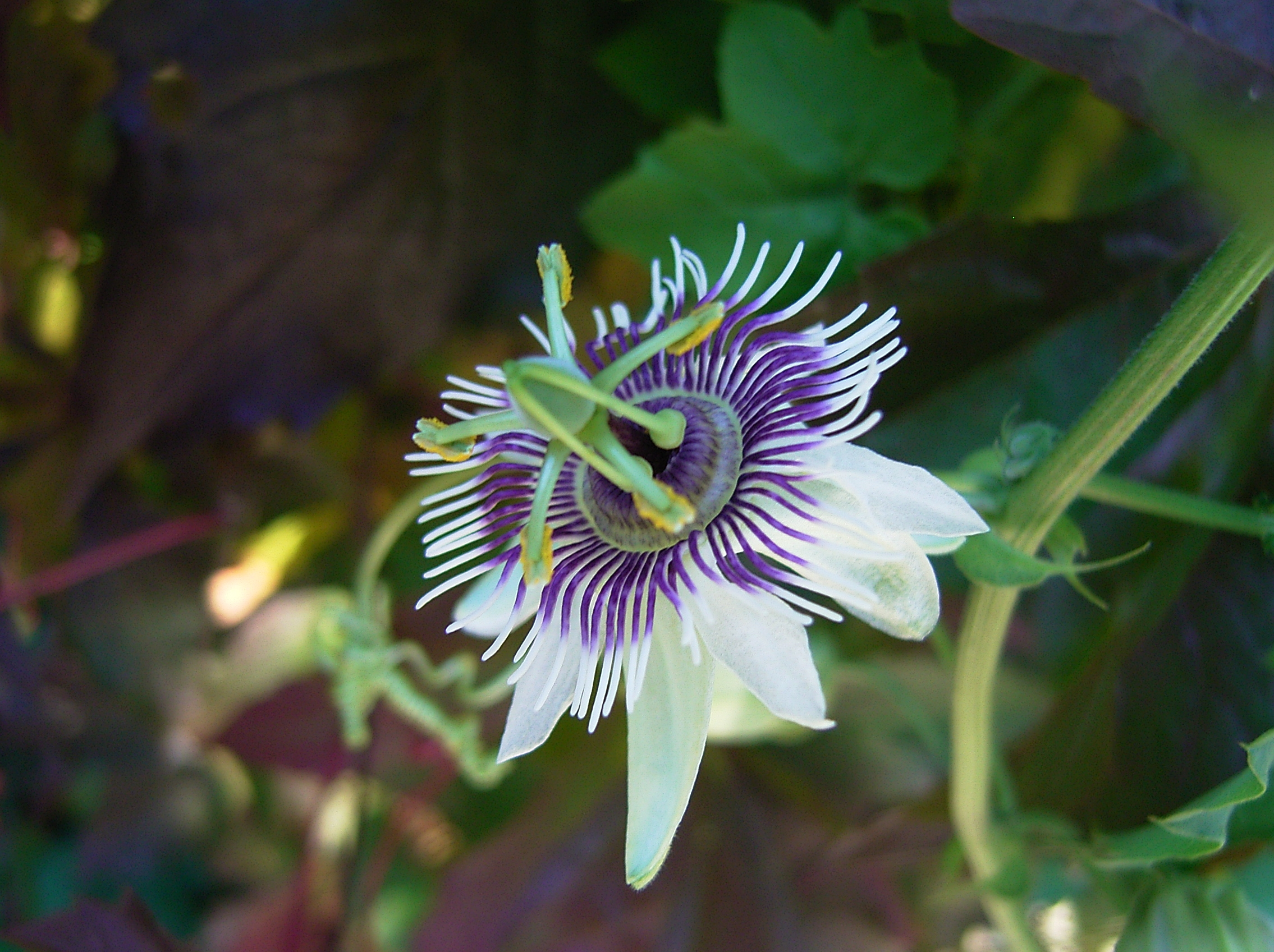
Passiflora morifolia

In 1858 trouwde Masters met Ellen Tress met wie hij vier kinderen kreeg. Van 1855 tot 1868 was hij als botanisch assistent verbonden aan het academisch ziekenhuis van de St George's, University of London. Tegelijkertijd werkte hij vanaf 1856 ook als stadsarts. In 1870 werd hij in de Royal Society opgenomen. Ook was hij lid van de Linnean Society of London.
Masters is bekend geworden als auteur van Vegetable Teratology (1869) alsook veel andere wetenschappelijke artikelen in onder meer The Gardeners' Chronicle. Hij was gespecialiseerd in de familie Passifloraceae. Hij heeft veel passiebloemsoorten voor het eerst beschreven en een naam gegeven, waaronder Passiflora morifolia.
- Bibliothèque nationale de France: cb12561117s (data)
- Author citation (botany): Mast.
- Gemeinsame Normdatei: 116836563
- International Standard Name Identifier: 0000 0000 8118 4796
- Library of Congress Control Number: nr98002804
- Nationale Bibliotheek van Tsjechië: mub2017951379
- Nationale Bibliotheek van Israël: 987007295383205171
- Nederlandse Thesaurus van Auteursnamen: 07068653X
- SNAC: w6gb5q7b
- Système universitaire de documentation: 03490915X
- Museum of New Zealand Te Papa Tongarewa: 51196
- Virtual International Authority File: 39493340
- WorldCat: E39PBJk8Wtwd4P74FbjG6kmfMP